# 橋本夏
橋本 夏（はしもと なつ）は日本の脚本家。京都府出身。立命館大学映像学部卒業。在学中、自身が監督を務めた「ゴム」という映画で、TOHOシネマズ学生映画祭のショートフィルム部門で準グランプリを受賞。代表作には「ゴシップ#彼女が知りたい本当の○○」、「オクトー 〜感情捜査官 心野朱梨〜」、「119エマージェンシーコール 」などがある。ドラマのみならず、2025年9月公開の東野圭吾原作映画『ブラック・ショーマンと名もなき町の殺人』の脚本を担当するなど、幅広く活動している。

## 作品

### 映画
- Bの戦場（2019）
- おっさんのケーフェイ（2019）
- ブラック・ショーマンと名もなき町の殺人（2025）

### ドラマ
- ゴシップ#彼女が知りたい本当の○○（2022年、フジテレビ）
- 恋に無駄口 （2022年、朝日放送テレビ）※メインライター
- オクトー 〜感情捜査官 心野朱梨〜（2022年、読売テレビ）
- 青春シンデレラ（2022年、朝日放送テレビ）
- わたしのお嫁くん （2023年、フジテレビ）※メインライター
- あたりのキッチン!（2023年、フジテレビ）※メインライター
- 降り積もれ孤独な死よ（2024年、読売テレビ）※メインライター
- 119エマージェンシーコール  （2025年、フジテレビ）※メインライター

### アニメ
- おしえて北斎!（2021年）
- 陰陽師（2023年）Netflixシリーズ